# Olea de Boedo

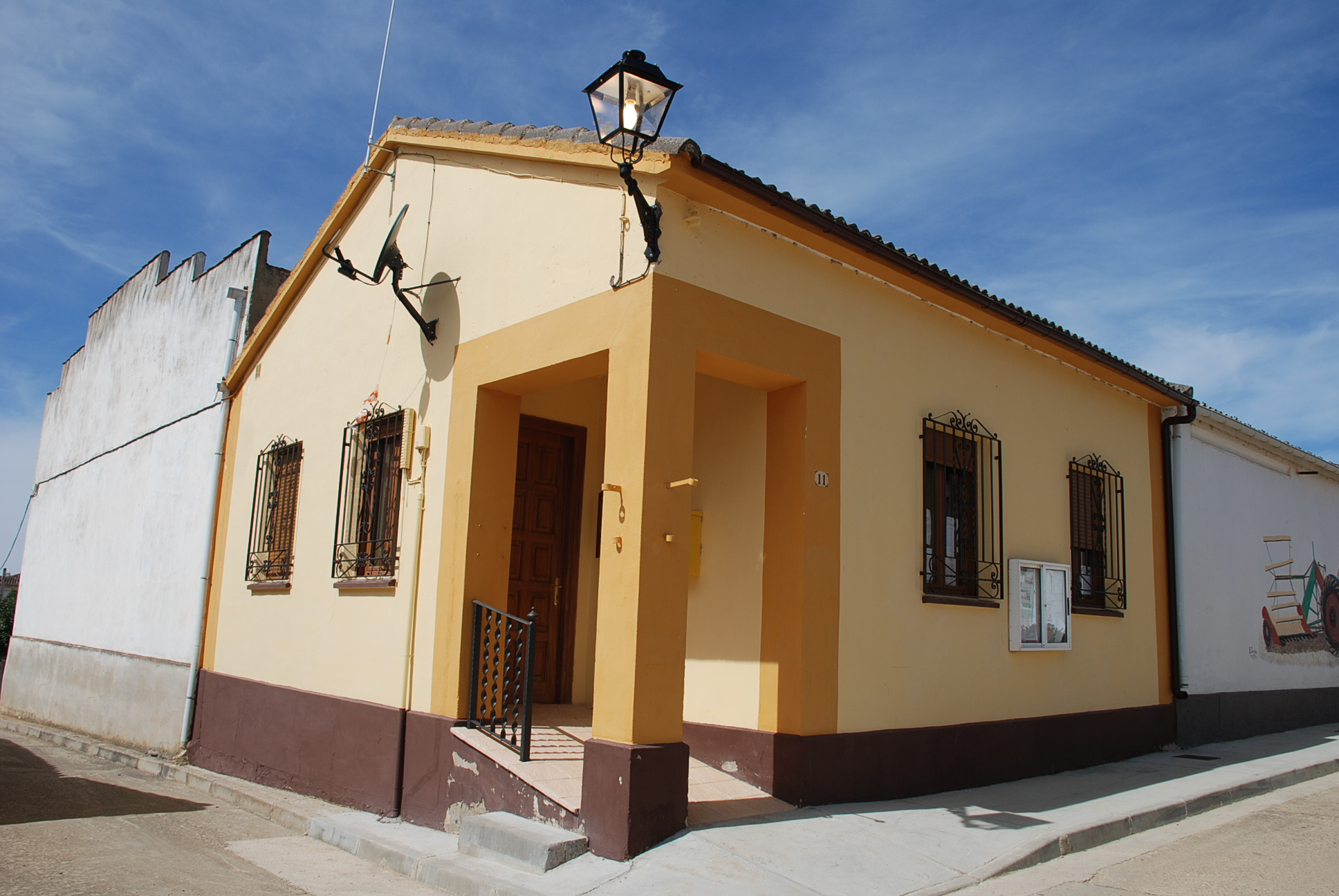

Olea de Boedo is een gemeente in de Spaanse provincie Palencia in de regio Castilië en León met een oppervlakte van 8,14 km². Olea de Boedo telt 38 inwoners (1 januari 2016).

## Demografische ontwikkeling
Bron: INE, 1857-2011: volkstellingen